# Olgierd Wyszomirski
Olgierd Tadeusz Wyszomirski (ur. 27 lipca 1951 w Gdyni) – polski ekonomista, profesor zwyczajny (od 2002). 

## Życiorys
Absolwent III Liceum Ogólnokształcącego w Gdyni oraz Wydziału Ekonomiki i Transportu Uniwersytetu Gdańskiego (1969-1974), pracę na uniwersytecie podjął w 1977. W tym roku także obronił pracę doktorską (tytuł: Komunikacja miejska w polityce cen transportu pasażerskiego), a w 1988 uzyskał habilitację (praca habilitacyjna: Substytucja i komplementarność indywidualnej i zbiorowej komunikacji miejskiej). Tytuł naukowy profesora uzyskał w 1999 (monografia pofesorska: Funkcjonowanie rynku komunikacji miejskiej). W latach 1991-2020 pełnił funkcję kierownika Katedry Rynku Transportowego na Wydziale Ekonomicznym UG. Od października 2021 r. ma status profesora emerytowanego UG. Od 1989 jest członkiem Gdańskiego Towarzystwa Naukowego, a od 1995 - członkiem-założycielem Lions Club Gdynia.
W 1992 został dyrektorem Zarządu Komunikacji Miejskiej w Gdyni, którym był do 30 czerwca 2018, następnie do końca 2022 pełnił funkcję zastępcy dyrektora tej jednostki. W latach 2007-2018 był członkiem zarządu Metropolitalnego Związku Komunikacyjnego Zatoki Gdańskiej.
Jest autorem książek i podręczników z zakresu ekonomiki transportu miejskiego i zarządzania transportem miejskim. Opublikował kilkaset artykułów i referatów, jest też autorem licznych prac projektowych i badawczych z tej problematyki. Zajmuje się także historią gdyńskiej komunikacji miejskiej. Jest współautorem książki Gdyńskie trolejbusy. Rozwój gdyńskiej komunikacji trolejbusowej w latach 1943-2023.

## Odznaczenia
- Krzyż Kawalerski Orderu Odrodzenia Polski, za wybitne zasługi na rzecz transportu i osiągnięcia naukowo-dydaktyczne (2013)[1]
- Złoty Krzyż Zasługi
- Medal Komisji Edukacji Narodowej
- Medal Zasłużony dla Komunikacji Miejskiej w Polsce
- Złota Odznaka z Diamentem Stowarzyszenia Inżynierów i Techników Komunikacji Rzeczpospolitej Polskiej
- Medal 70-lecia Gdyni przyznany przez Prezydenta Miasta Gdyni
- Medal Civitas e Mari przyznany przez Prezydenta Miasta Gdyni
- Melvin Jones Fellow Award for Dedicated Humanitarian Services by Lions Club International Foundation